# Врело Кореничко
Врело Кореничко је насељено мјесто у Лици, у општини Плитвичка Језера, Личко-сењска жупанија, Република Хрватска.

## Географија
Налази се на државном путу Оточац – Кореница. Врело Кореничко је удаљено око 4 км сјеверозападно од Коренице.

## Историја
Врело Кореничко се од распада Југославије до августа 1995. године налазило у Републици Српској Крајини. До територијалне реорганизације у Хрватској насеље се налазило у саставу бивше велике општине Кореница.

## Култура
У Врелу Кореничком је сједиште истоимене парохије Српске православне цркве. Парохија Врело Кореничко припада Архијерејском намјесништву личком у саставу Епархије Горњокарловачке. У Врелу Кореничком се налази храм Српске православне цркве Успење Пресвете Богородице из 1904. године, а страдао 1943. и 1947. године. Парохију сачињавају: Радановац, Хомољац, Рудановац, Језерак, Присјека и Ријека.

## Становништво
Према попису из 1991. године, насеље Врело Кореничко је имало 165 становника, међу којима је било 163 Срба и 1 Југословен. Према попису становништва из 2001. године, Врело Кореничко је имало 119 становника. Према попису становништва из 2011. године, насеље Врело Кореничко је имало 123 становника.
| Националност       | 1991. | 1981. | 1971. | 1961. |
| Срби               | 163   | 146   | 171   | 191   |
| Југословени        | 1     | 24    |       |       |
| Хрвати             |       |       | 2     | 1     |
| остали и непознато | 1     | 9     | 3     | 2     |
| Укупно             | 165   | 179   | 176   | 194   |

| Демографија | Демографија | Демографија |
| Година      | Становника  | Становника  |
| ----------- | ----------- | ----------- |
| 1961.       | 194         |             |
| 1971.       | 176         |             |
| 1981.       | 179         |             |
| 1991.       | 165         |             |
| 2001.       | 119         |             |
| 2011.       |             | 123         |

## Познате личности
- Милан Будисављевић, српски књижевник
- Будислав Будисављевић, српски новинар и саборски заступник